# Erik Eriksson
Erik Eriksson den Læspe og Halte (1216 – 2. februar 1250) var konge af Sverige i to perioder, og i henhold til Erikskrøniken var han både halt og læspende, hvilket gav ham tilnavnet, og han er derfor blevet stående i svensk historie som en noget kuriøs skikkelse, måske først og fremmest fordi han i flere år var umyndig og derfor blev styrtet. Han var kong Erik Knutssons eneste søn.
Erik blev født efter faderens død. Han blev konge i år 1222, efter at den unge Johan Sverkersson døde kun 21 år gammel. Allerede år 1216, da Johan Sverkersson blev valgt, ville paven have den nyfødte Erik som svensk monark, men svenske stormænd og adelen foretrak alligevel Johan, som på det tidspunkt var 15 år gammel og derfor myndig til at træffe egne beslutninger.
Erik Eriksson blev styrtet efter slaget ved Olustra i 1229 efter at have været konge under formynderskab i syv år. Sverige blev i denne periode styret af et råd, og det var fra dette råd, at Knut Holmgersson Lange, også kaldet for Knut Lange, overtog magten.
I år 1234 døde Knut Holmgersson, og Erik Eriksson den Læspe og Halte blev genvalgt som konge. Han styrede derefter uafbrudt frem til sin død i 1250. Fra Eriks tid som regent stammer det første svenske kongevåben, som er kendt fra 1224. Våbenskjoldet består af tre kronede leoparder.
Erik var gift med Katarina Sunesdatter af Bjälboslægten, datterdatter til Sverker Karlsson den yngre. Hans jarler var Ulf Fase og i de sidste år Birger Magnusson, som var gift med Eriks søster Ingeborg Eriksdatter, og som blev stamfar til Folkungeætten.
Erik Eriksson døde barnløs og er begravet i Varnhems Kloster.